# Tadeusz Foltyn
Tadeusz Wilhelm Foltyn, (ur. 10 kwietnia 1936 w Gdyni, zm. 10 października 2019) - architekt, artysta, rzeźbiarz. Pseudonim artystyczny: Tade.

## Życiorys
Urodzony w Gdyni jako syn Stefanii i Antoniego, w roku 1936. Od zakończenia II Wojny Światowej mieszkaniec Sopotu. 
Ukończył studia na Wydziale Architektury Politechniki Gdańskiej w 1962 r. i od tego czasu uprawiał zawód wolnego artysty. Jest autorem wystroju 270 wnętrz sakralnych w Polsce, wykonuje płaskorzeźby i rzeźby kute w metalu, małe formy wieńczące chrzcielnice, tabernakula, figury kultu religijnego, kielichy, urny, relikwiarze, kompozycje abstrakcyjne i realistyczne. 
Stosował techniki emalierskie, jak również kraty kute w ogniu, a także małe formy rzeźbiarskie użytkowe i dekoracyjne, odlewane z brązu techniką traconego wosku.
Dzieła Tadeusza Foltyna zdobią także kilkaset obiektów użyteczności publicznej, znajdują się w wielu muzeach Europy, Afryki i Ameryki, a także w skarbcu jasnogórskim oraz w galeriach i zbiorach prywatnych znakomitych rodów. Zorganizował wiele wystaw indywidualnych, a także wziął udział w wystawach zbiorowych.
Współpracował z galeriami w Hanowerze, Hartfordzie, Akwizgranie, Lille, Thionville, Dijon, Cannes.
Z Sopotem łączyło go nie tylko miejsce zamieszkania, ale także rzeźba z brązu przedstawiająca "Parasolnika". Nim powstała ostateczna wersja rzeźby, wykonanych zostało 30 próbnych miniatur. Dziś zdobi ulicę Bohaterów Monte Casino. 
W 1983 Tadeusz Foltyn wykonał kielich dla Jana Pawła II jako dar od "Solidarności"; Lech Wałęsa wręczył go Papieżowi na Jasnej Górze. Był to duży kielich składający się z trzech bursztynów i trzech krzyży, które tworzyły winorośle. Foltyn jest także autorem miniatury, repliki Pomnika Poległych Stoczniowców, który dziś stoi w skarbcu jasnogórskim. Za wykonanie tej pracy otrzymał rok więzienia w zawieszeniu.
Zdobył wiele nagród zarówno w kraju, jak i za granicą. Był członkiem Związku Polskich Artystów Plastyków, ART Sycylii "Ateny" i SCARP-u.